# Monoamina
Monoaminas são substâncias bioquímicas derivadas de aminoácidos através do processo de descarboxilação. As principais monoaminas são as catecolaminas (a saber dopamina, norepinefrina, epinefrina), originadas da tirosina; a serotonina derivada da triptamina e a histamina que vem da histidina.
As monoaminas atuam no corpo humano como neurotransmissores, sendo a norepinefrina, a serotonina e a dopamina as mais abundantes no sistema nervoso central.